# Ustup Volnistyj
Ustup Volnistyj (englische Transkription von russisch Уступ Волнистый Ustup Wolnisty, deutsch ‚Wellenförmiger Steilhang‘) ist ein Gebirgskamm im ostantarktischen Mac-Robertson-Land. Er ragt südwestlich des Vrana Peak im westlichen Ausläufer der Athos Range auf.
Russische Wissenschaftler benannten ihn.